# Missanello
Missanello es un municipio italiano situado en la provincia de Potenza, en Basilicata. Tiene una población estimada, a fines de junio de 2024, de 484 habitantes.

## Evolución demográfica
| Gráfica de evolución demográfica de Missanello entre 1861 y 2024 |
|                                                                  |
| Fuente: ISTAT - Elaboración gráfica de Wikipedia                 |